# Khagrachhari
Khagrachhari (Bengalisch: খাগড়াছড়ি, Khāgaṛāchaṛi) ist die Distriktshauptstadt des gleichnamigen Bergdistrikts im südöstlichen Bangladesch. Die Stadt wurde 1860 von Remrochai Chowdhury gegründet. Heute leben ungefähr 40.000 Einwohner in Khagrachhari. Die Stadt liegt unweit des Flusses Chingri in den Chittagong Hill Tracts.

## Persönlichkeiten
- Binota Dhamai (* vor 1990), Menschenrechtsaktivist und Vertreter des indigenen Volkes der Jumma